# Gary Webb
Gary Webb (Corona, 31 agosto 1955 – Carmichael, 10 dicembre 2004) è stato un giornalista statunitense.

## Biografia
Gary Webb cominciò la propria carriera giornalistica con il Kentucky Post, per poi passare nel 1983 al Cleveland Plain Dealer e, nel 1988, al San José Mercury News. Nel 1990 Webb ha contribuito alla vittoria del premio Pulitzer facendo parte dello staff del giornale per la copertura del disastroso terremoto di Loma Prieta del 1989.

### Dark Alliance
Nell'agosto 1996 il San José Mercury pubblicò la più famosa inchiesta investigativa di Gary Webb, intitolata Dark Alliance. Nella sua inchiesta Webb sostiene che il traffico di droga a Los Angeles, negli anni ottanta, fu gestito da nicaraguensi che destinavano i proventi al finanziamento dei Contras, movimento contro-insurrezionale del paese centroamericano sostenuto dagli USA. Secondo la documentazione presentata da Webb, tale manovra illecita fu condotta con la piena acquiescenza del governo federale e della CIA, che anzi ostacolarono le indagini della DEA.
Gli articoli conferirono al giornalista notorietà su scala internazionale. Grazie a quest'inchiesta ricevette il premio di "Journalist of the year" da parte della Bay Area Society of Professional Journalists e, nel 1997, quello di "Media Hero Award", assegnatogli dal II Congresso Annuale Media & Democracy. Nel dicembre 1997 Webb però si era dimesso dal San José Mercury News in polemica con il sottomansionamento cui era stato destinato dalla direzione. Fece allora l'investigatore per il parlamento dello stato della California. Nel 1999 l'inchiesta Dark Alliance sarà pubblicata anche come libro, con l'aggiunta di molte nuove citazioni di fonti. Webb in seguito non riuscì a trovare impieghi presso grandi giornali, e fece il giornalista investigativo freelance.

### La morte
Abbandonato dalla moglie (da cui divorziò nel 2000) e depresso, il 10 dicembre 2004 Gary Webb fu trovato morto, con due colpi di fucile alla testa. Le autorità hanno classificato la sua morte come "suicidio", ma permangono diversi dubbi. Infatti, è estremamente improbabile che un suicida riesca a spararsi una seconda volta dopo essersi già colpito alla testa; inoltre, pochi giorni prima di morire aveva confessato ad alcuni amici d'aver ricevuto minacce di morte e d'essere convinto di essere pedinato.

### Cultura di massa
Nel 2014 uscì il film La regola del gioco, diretto da Michael Cuesta, in cui venne interpretato da Jeremy Renner.

## Opere
- Gary Webb, Dark Alliance: The CIA, the Contras, and the Crack Cocaine Explosion, Seven Stories Press, 1998, ISBN 1-888363-93-2.